# Фронтове (Бахчисарайський район)
Фронтове́ (до 1945 — Отарко́й; крим. Otarköy) — село в Україні, в Бахчисарайському районі Автономної Республіки Крим. Підпорядковане Верхньосадівській сільській раді. Розташоване за 6 км на південний схід від села Верхньосадового. Дворів 315, населення становить 997 осіб.

## Історія
Перша документальна згадка села зустрічається в «Османському реєстрі земельних володінь Південного Криму 1680-х років», згідно з яким у 1686 році Отар-Саласи входило до Мангупського кадилика еялета Кефе. Усього згадано 63 землевласників (усі мусульмани).
В часи Кримського ханства село входило до складу Мангупського кадилика Бакчі-сарайського каймаканства, що зафіксовано в Камеральному Описі Криму 1784 року.
Після російської анексії Криму входило до Дуванкойської волості Сімферопольського повіту Таврійської губернії. Станом на 1886 у селі мешкало 257 осіб, налічувалось 53 дворових господарства, існували мечеть та лавка.
Згідно зі Списком населених пунктів Кримської АРСР за Всесоюзним переписом 17 грудня 1926 року, в селі Біюк-Отаркой значилося 86 дворів, всі селянські, населення становило 307 осіб (163 чоловіки та 144 жінки): 299 кримських татар та 8 росіян, діяла татарська школа.
21 серпня 1945 року Отаркой перейменували на Фронтове Указом Президії Верховної Ради РРФСР.
7 вересня 2023 року село перейшло зі складу міста зі спеціальним статусом Севастополь до Бахчисарайського району Автономної Республіки Крим.